# Венгожево
Венгожево (пол. Węgorzewo), Ангербург (нем. Angerburg) — город в Польше, входит в Варминьско-Мазурское воеводство, Венгожевский повет. Имеет статус городско-сельской гмины. Занимает площадь 10,87 км². Население 12 186 человек (на 2005 год).

## История
До Второй мировой войны город находился под юрисдикцией Пруссии и назывался Ангербург.
Во Вторую Мировую войну здесь находился секретный немецкий аэродром.

## Галерея

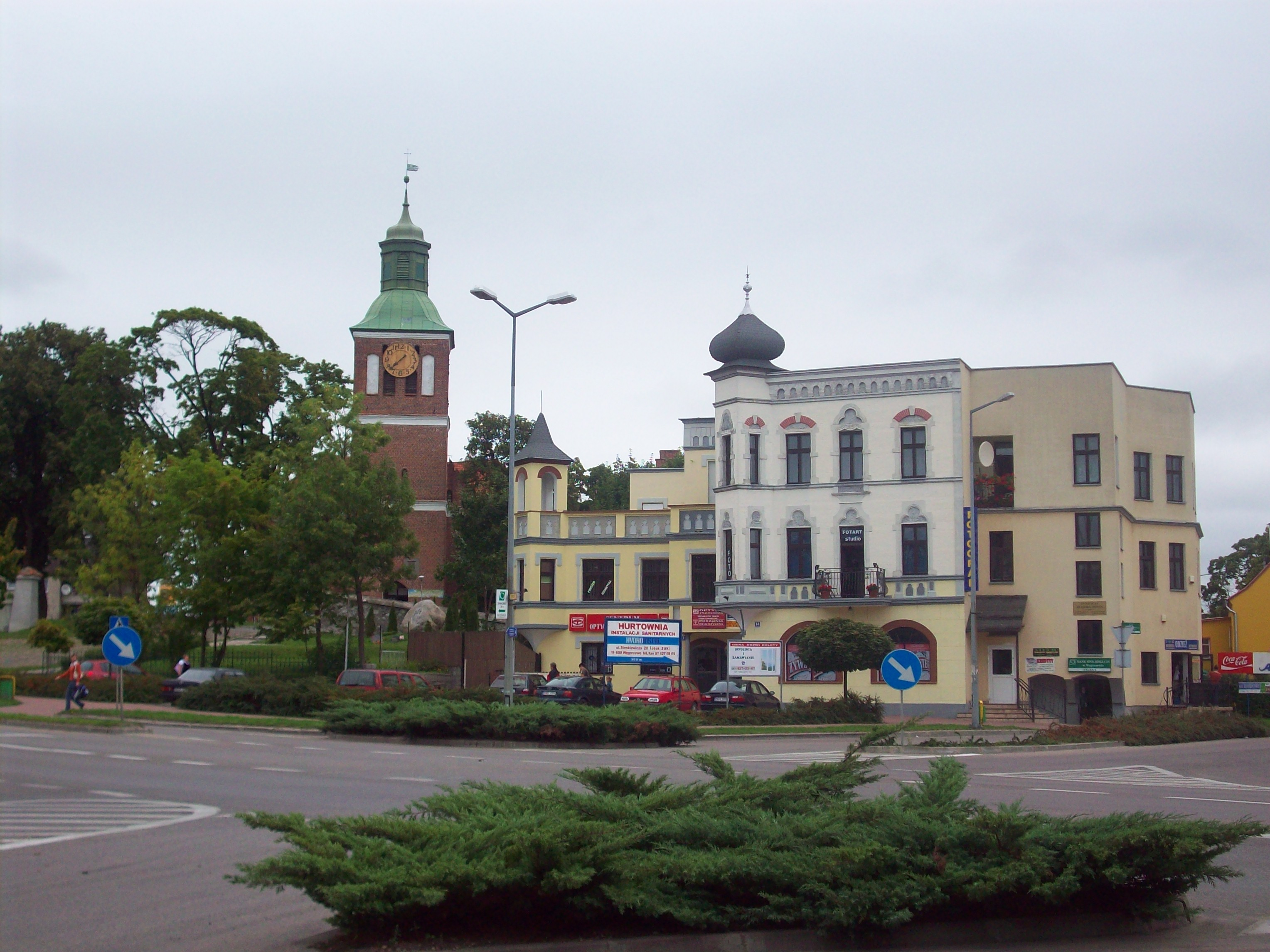
Центр города с приходской церковью (до 1945 г. протестантской)
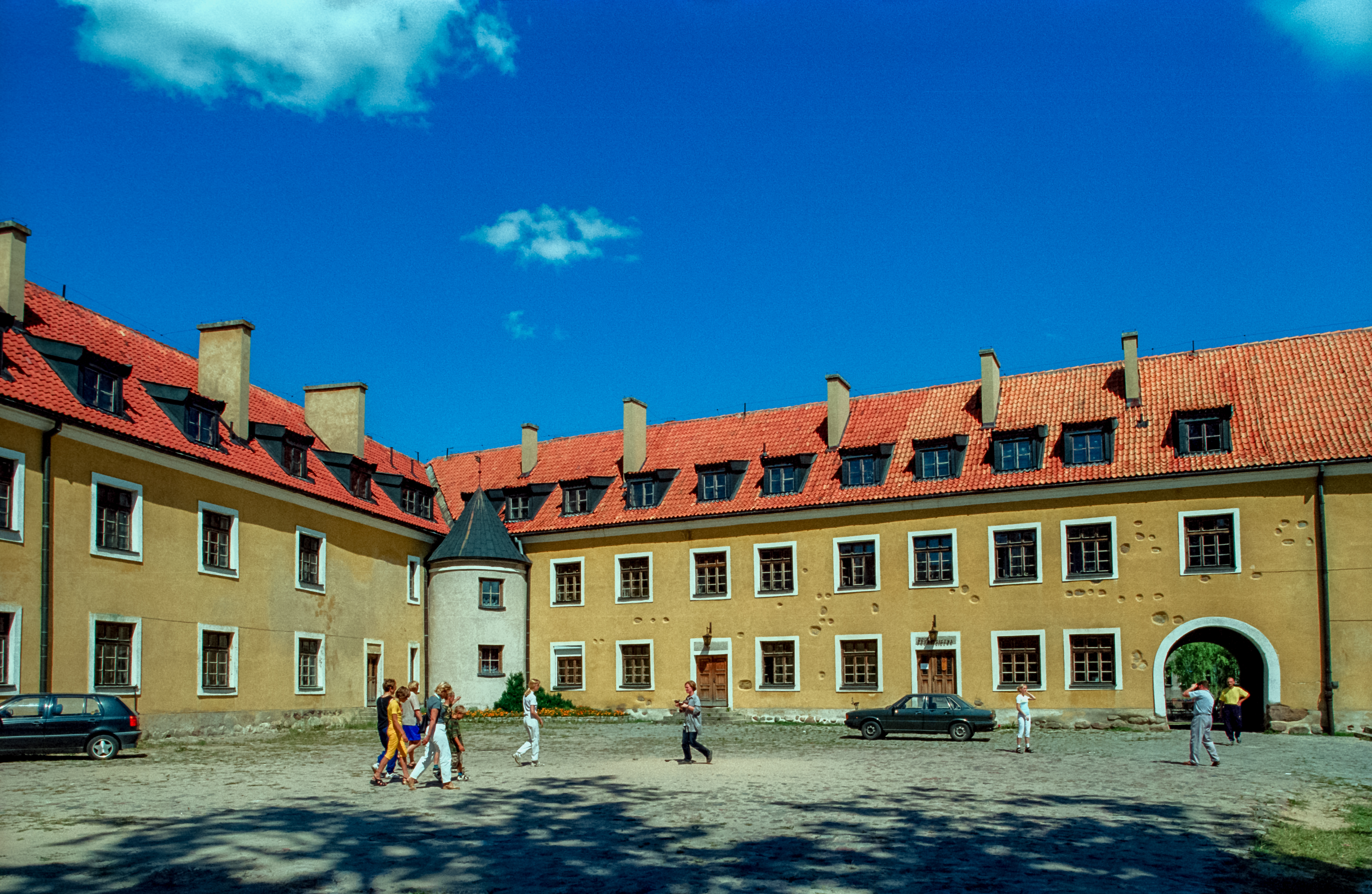
Внутренний двор замка
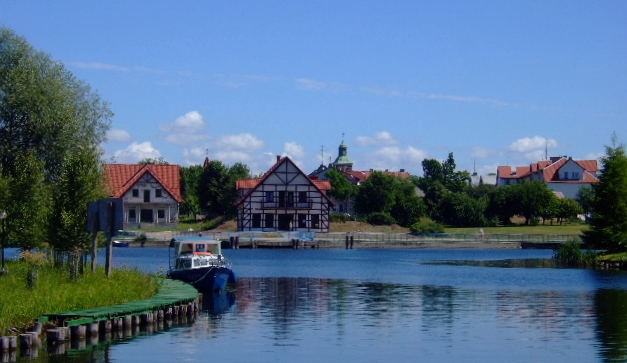
Вид на город со стороны Ангераппа в направлении Мауэрзее
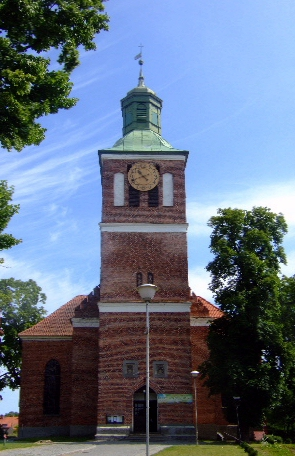
Бывшая евангелическая церковь Святых Петра и Павла
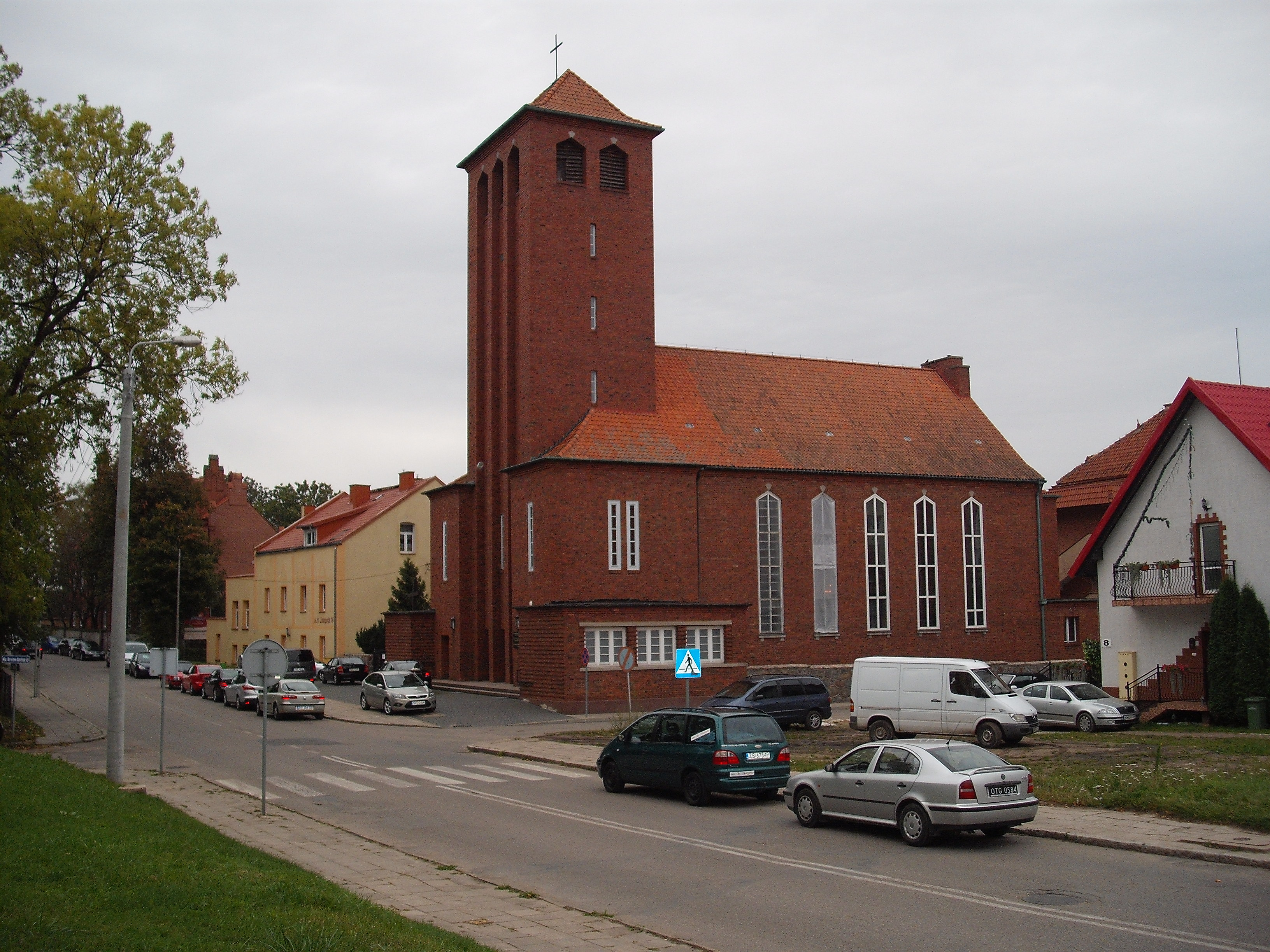
Греко-католическая приходская церковь
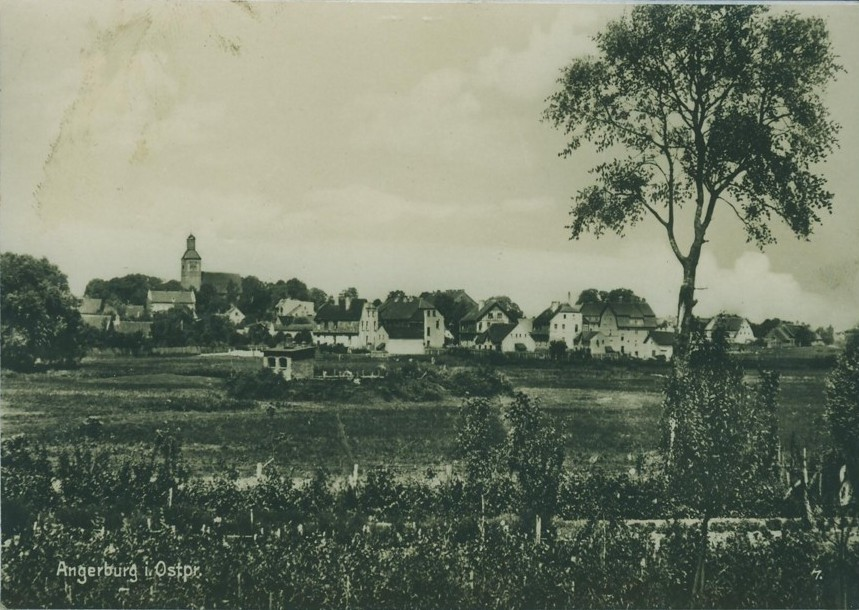
Исторический вид города
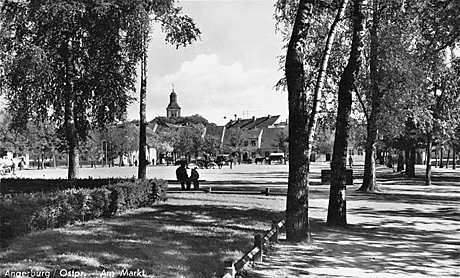
Исторический вид Нового рынка
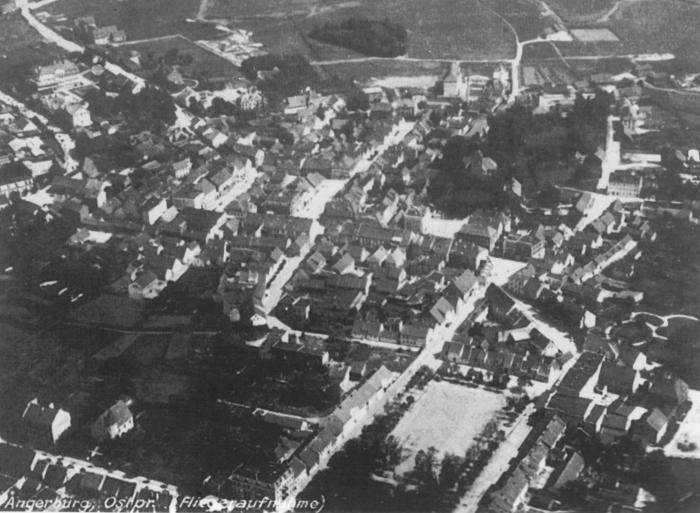
Старый снимок Старого города, справа спереди - Новый рынок, справа сзади - Кирхберг, окружённый липами